# Mangamagasin
Et mangamagasin (漫画雑誌 Mangazasshi) er et tidsskrift, der med regelmæssige mellemrum offentliggør enkelte kapitler af forskellige mangaer, dvs. japanske tegneserier. Alt efter magasinets målgruppe inddeles mangaerne i kategorierne shounen, shoujo, seinen og josei, dvs. mangaer for hhv. drenge, piger, mænd og kvinder. Med tiden er der dog også kommet magasiner for folk med specielle interesser som f.eks. hentai, mahjong eller pachinko.

## Japan
I Japan udkommer mangamagasiner typisk hver uge eller måned. De er ofte så tykke som telefonbøger med mellem 200 og 1.000 sider med kapitler af mellem 10 og 40 forskellige serier. Magasinerne fås i kiosker for omregnet 20-40 kr., er trykt på billigt avispapir, indeholder flere farvesider og bliver ofte kasseret efter at være blevet læst. Mange magasiner vedlægger desuden med jævne mellemrum forskellige ekstra ting som figurer, blyanter, notesbøger eller neglelak. Mangamagasinerne udgør ca. 70 % af det japanske mangamarked. For tegnerne, mangaka udgør de ugentlig udkommende serier med 16-20 sider af gangen dog en stor udfordring.
Efter offentliggørelsen i mangamagasinerne samles de enkelte serier i paperbackbind, tankoubon. Ved serier som Hayate the Combat Butler og AKB49: Renai Kinshi Jourei, hvor der offentliggøres 16-20 hver uge, kan sådanne bind udkomme hver anden eller tredje måned. For serier der udkommer hver måned og de humoristiske firebilledestriber yonkoma kan der dog gå et halvt eller et helt år, før der er sider nok til et nyt bind. 
Det mest solgte japanske mangamagasin er Weekly Shounen Jump, der i sin storhedstid i 1990'erne have et ugentlig oplagstal på over seks millioner. Andre kendte magasiner tæller Ribon fra forlaget Shueisha, Shounen Sunday og Big Comic fra forlaget Shogakukan, Hana to Yume fra forlaget Hakusensha og Shounen Magazine og Morning fra forlaget Kodansha. Det er dog kun et fåtal af de mangamagasiner, der er på markedet, Kodansha udgiver f.eks. ikke mindre end tyve forskellige mangamagasiner. De store forlag tjener dog som regel ikke noget af betydning på magasiner men ser dem mere som reklame for bindene med de mangaserier, der offentliggøres i magasinerne.

## Internationalt
Også internationalt er det kommet mangamagasiner. I Tyskland udgav Carlsen Verlag således magasinerne Banzai! 2001-2005 og Daisuki 2003-2012. Tilsvarende udgav Egmont Manga & Anime magasinerne Manga Power 2002-2004 og Manga Twister 2003-2006. Alle tyske mangamagasiner udkom hver måned og blev udgivet i samarbejde med et japansk forlag. Banzai! var resultatet af samarbejde med Shueisha, Daisuki med Hakusensha, Manga Power med Kodansha og Manga Twister med Shogakukan.
På dansk er magasinet Comic Party blevet udgivet siden 2010. Magasinet der udkommer hver andet måned er dog ikke et rent mangamagasin, idet der også indeholder tegneserier fra andre lande som f.eks. amerikanske Usagi Yojimbo.